# Félix António de Brito Capelo
Félix António de Brito Capelo (Peniche, 8 de março de 1828 — Lisboa, 16 de abril de 1879) foi um biólogo e oceanógrafo, pioneiro no estudo da ictiologia e da aracnologia, que participou em diversas expedições e descreveu diversas espécies novas para a ciência. 
Foi irmão do almirante Hermenegildo Capelo, filhos de Félix António Gomes Capelo e de D. Guilhermina Amália de Brito Capelo. Casou em 1865 com D. Júlia Garcia, de quem teve vários filhos. 
Faleceu aos 51 anos na Rua de São Filipe Neri, número 16, freguesia de São Mamede (Lisboa), sendo empregado no Museu Nacional, encontrando-se sepultado no Cemitério dos Prazeres.

## Taxadescritos
Descreveu diversos taxa entre os quais:
- Géneros:
  - Atyaephyra BRITO CAPELLO, 1867 (Atyidae), (Decapoda)
  - Paraplectana BRITO CAPELLO, 1867 (Araneidae)
  - Podophtalma BRITO CAPELLO, 1867 (Araneae)
  - Scymnodon Barbosa du Bocage & BRITO CAPELLO, 1864 (Somniosidae)
- Espécies:
  - Actaea angolensis BRITO CAPELLO, 1867 (Cancridae), (Decapoda)
  - Atyaephyra rosiana BRITO CAPELLO, 1867 (Atyidae), (Decapoda)
  - Centroscymnus coelolepis BARBOSA DU BOCAGE & BRITO CAPELLO, 1864 (Dalatiidae), (Squaliformes)
  - Deinopis anchietae BRITO CAPELLO, 1867 (Deinopidae), (Araneae)
  - Deinopis bubo BRITO CAPELLO, 1867 (Deinopidae), (Araneae)
  - Dentex parvulus BRITO CAPELLO, 1867 (Sparidae), (Actinopterygii)
  - Euprosthenops bayaonianus BRITO CAPELLO, 1867 (Pisauridae), (Araneae)
  - Firmicus bragantinus BRITO CAPELLO, 1866 (Thomisidae), (Araneae)
  - Hydrolagus affinis BRITO CAPELLO, 1868 (Chimaeridae), (Chondrichthyes)
  - Inachus aguiarii BRITO CAPELLO, 1876 (Palinuridae), (Decapoda)
  - Lambrus setubalensis BRITO CAPELLO, 1867 (Parthenopidae), (Decapoda)
  - Leucauge cabindae BRITO CAPELLO, 1866 (Tetragnathidae), (Araneae)
  - Nephila bragantina BRITO CAPELLO, 1867 (Nephilidae), (Araneae)
  - Palinurus regius BRITO CAPELLO, 1864 (Majidae), (Decapoda)
  - Paraplectana cabindae BRITO CAPELLO, 1867 (Epeiridae), (Araneae)
  - Podophtalma bayonniana BRITO CAPELLO, 1867 (Epeiridae), (Araneae)
  - Synaptura lusitanica BRITO CAPELLO, 1867 (Soleidae), (Actinopterygii).

Em homenagem, o seu nome foi incluído no nome científico das seguintes espécies:
- Leucauge capelloi SIMON, 1903 (Tetragnathidae), (Araneae)
- Peroderma capelloi OSORIO, 1888 (Copepoda)